# Rheingold (album Grave Digger)
Rheingold – dziesiąty album studyjny heavymetalowego zespołu Grave Digger. Wydany 26 maja 2003 roku przez Nuclear Blast.

## Lista utworów
1. „The Ring (Overture)” – 1:48
2. „Rheingold” – 4:02
3. „Valhalla” – 3:48
4. „Giants” – 4:37
5. „Maidens of War” – 5:48
6. „Sword” – 5:03
7. „Dragon” – 4:07
8. „Liar” – 2:46
9. „Murderer” – 5:37
10. „Twilight of the Gods” – 6:42

### Edycja limitowana
1. Hero – 6:35
2. Goodbye – 4:18

## Twórcy
- Chris Boltendahl – śpiew
- Manni Schmidt – gitara
- Jens Becker – gitara basowa
- Stefan Arnold – perkusja
- Hans Peter Katzenburg – instrumenty klawiszowe